# Sierck-les-Bains
Sierck-les-Bains là một xã trong vùng Grand Est, thuộc tỉnh Moselle, quận Thionville-Est, tổng Sierck-les-Bains. Tọa độ địa lý của xã là 49° 26' vĩ độ bắc, 06° 21' kinh độ đông. Sierck-les-Bains nằm trên độ cao trung bình là 147 mét trên mực nước biển, có điểm thấp nhất là 145 mét và điểm cao nhất là 337 mét. Xã có diện tích 4,80 km², dân số vào thời điểm 1999 là 1872 người; mật độ dân số là 389 người/km².

## Thông tin nhân khẩu
| 1962  | 1968  | 1975  | 1982  | 1990  | 1999  |
| ----- | ----- | ----- | ----- | ----- | ----- |
| 1 165 | 1 471 | 1 583 | 1 665 | 1 825 | 1 872 |